# Epsomit
Epsomit – minerał z gromady siarczanów o wzorze MgSO4•7H2O. Ten pospolity i szeroko rozpowszechniony minerał pod względem chemicznym to uwodniony siarczan magnezu.
Jego nazwa pochodzi stąd, że pierwotnie uzyskiwano go poprzez odparowywanie wód mineralnych mających źródła obok miejscowości Epsom w hrabstwie Surrey w środkowej Anglii.

## Właściwości
Zazwyczaj tworzy kryształy o pokroju izometrycznym, grubotabliczkowym, słupkowym, igiełkowym, włoskowym. Przyjmuje też postać słupów o przekroju kwadratu (pseudotetragonalnych). Występuje w skupieniach ziarnistych, włóknistych, ziemistych, igiełkowych, proszkowych. Tworzy konkrecje, nacieki, naskorupienia i wykwity. Jest kruchy, przezroczysty, bardzo dobrze rozpuszcza się w wodzie (ma słono-gorzki smak). Podgrzany (powyżej 150 °C) przechodzi w kizeryt. Zawiera domieszki niklu, żelaza, kobaltu, manganu, cynku. 

## Występowanie
Tworzy się w klimacie gorącym i suchym w wyniku odparowania wód słonych jezior magnezowo-siarczanowych. Czasami jest wynikiem ewaporacji morskiej. Na obszarach stepowych, w kopalniach kruszców, dolomitów, węgla kamiennego tworzy wykwity. Spotyka się go w złożach soli potasowej, i potasowo-magnezowej. Współwystępuje z takimi minerałami jak: kizeryt, sylwin, halit. 
Miejsca występowania:
- Stany Zjednoczone (Alabama, Arizona, Kalifornia, Kolorado, Connecticut, Georgia, Idaho, Illinois, Indiana, Kentucky, Michigan, Missouri, Montana, Nevada, New Jersey, Nowy Meksyk – wytwarza tu kryształy o długości dochodzącej do 2-3 metrów, Nowy Jork, Ohio, Oklahoma, Pensylwania, Dakota Południowa, Tennessee, Teksas, Utah, Wirginia, Waszyngton, Wisconsin),
- Wielka Brytania (Anglia i Walia),
- w Argentynie, Boliwii, Brazylii, Kanadzie, Chile, Meksyku,
- w Austrii, Czechach, Niemczech, Grecji, Norwegii, Rosji, Słowenii,
- w Maroku,

- W Polsce występuje w Kłodawie i we Wieściszowicach na Dolnym Śląsku.

## Zastosowanie
- używany w przemysłach: chemicznym, farbiarskim, cukrowniczym (dodatek do cukru przeciw zbrylaniu się), papierniczym, tekstylnym (impregnat), garbarskim,
- w medycynie (środek przeczyszczający),
- poszukiwany przez kolekcjonerów,